# 内盖拉德穆尼伊斯
内盖拉德穆尼伊斯，是西班牙加利西亚自治区卢戈省的一个市镇。 总面积72平方公里，总人口259人（2001年），人口密度4人/平方公里。